# Abdelhamid Sabiri
Abdelhamid Sabiri (* 28. November 1996 in Goulmima) ist ein marokkanisch-deutscher Fußballspieler. Er steht bei der AC Florenz unter Vertrag und ist aktuell an den Adschman Club ausgeliehen.

## Karriere

### Vereine
Sabiri wurde im marokkanischen Goulmima geboren und kam als Dreijähriger mit seiner Familie nach Deutschland. Er wuchs in Frankfurt am Main im Stadtteil Frankfurter Berg auf und begann in der Fußballabteilung der TSG Frankfurter Berg mit dem Fußballspielen. In der C-Jugend wechselte er zu Rot-Weiss Frankfurt, später spielte er für den FV Bad Vilbel. Im Alter von 17 Jahren wurde ein Scout der TuS Koblenz auf ihn aufmerksam und verpflichtete ihn für die U19-Mannschaft des Regionalligisten, für die er in der A-Jugend-Regionalliga zum Einsatz kam. Nach nur einer Saison wechselte er im Sommer 2014 in die Jugendabteilung des SV Darmstadt 98.
2015 verpflichteten ihn die Sportfreunde Siegen, für die er in der Saison 2015/16 30 Punktspiele in der seinerzeit fünftklassigen Oberliga Westfalen bestritt. Mit 17 Toren trug er zur Meisterschaft 2016 und den damit verbundenen Aufstieg in die Regionalliga West bei.
2016 wurde Sabiri vom 1. FC Nürnberg verpflichtet, für dessen zweite Mannschaft er in der Regionalliga Bayern in 21 Punktspielen zwölf Tore erzielte. Für die Profimannschaft bestritt er vom 29. Januar bis zum 21. Mai 2017 neun Zweitligaspiele und erzielte dabei fünf Treffer. Ging sein Debüt noch mit 1:2 gegen Dynamo Dresden verloren, so gewann Nürnberg in seinem zweiten Ligaspiel eine Woche später mit 3:2 in der Auswärtspartie gegen den 1. FC Heidenheim, gegen den ihm mit der 1:0-Führung in der vierten und dem Treffer zum 3:1 in der 79. Minute zwei Tore gelangen.
Am 23. August 2017 schloss er sich dem Premier-League-Aufsteiger Huddersfield Town an, kam jedoch in zwei Jahren wettbewerbsübergreifend lediglich dreizehnmal für den Verein zum Einsatz, der am Ende der Spielzeit 2018/19 als Letztplatzierter in die Football League Championship abstieg.
Der seinerseits in die Bundesliga aufgestiegene SC Paderborn 07 verpflichtete den Offensivspieler zur Saison 2019/20 und stattete ihn mit einem Zweijahresvertrag aus. Für diesen debütierte er am 31. August 2019 (3. Spieltag) beim 1:1-Unentschieden im Auswärtsspiel gegen den VfL Wolfsburg, sein erstes Bundesligator erzielte er am 16. Oktober 2019 (9. Spieltag) beim 2:0-Sieg im Heimspiel gegen Fortuna Düsseldorf mit dem Treffer zum 1:0 in der 43. Minute.
Nach dem Bundesligaabstieg mit Paderborn schloss er sich zur Saison 2020/21 dem italienischen Zweitligisten Ascoli Calcio an. In seiner ersten Saison absolvierte er 32 Ligaspiele, stand 30-mal in der Startelf und erzielte 8 Tore. In der Saison 2021/22 folgten 11 Einsätze (9-mal von Beginn) und drei Tore.
Ende Januar 2022 wechselte Sabiri bis zum Saisonende auf Leihbasis in die Serie A zu Sampdoria Genua. Er kam 14-mal zum Einsatz (9-mal von Beginn) und erzielte drei Tore. Zur Saison 2022/23 wurde Sabiri schließlich fest verpflichtet. Nach 13 Serie-A-Einsätzen (ein Tor) wurde er Ende Januar 2023 vom Ligakonkurrenten AC Florenz unter Vertrag genommen; er verbleibt jedoch bis zum Saisonende auf Leihbasis bei Sampdoria. Für die Saison 2023/2024 wurde er erneut ausgeliehen, diesmal in die Saudi Pro League zum Verein Al-Fayha FC. Ende September 2024 folgte die Leihe in die Vereinigten Arabischen Emirate zum Adschman Club.

### Nationalmannschaft
Sabiri ist im Besitz der marokkanischen und der deutschen Staatsangehörigkeit. Für die deutsche U21-Nationalmannschaft debütierte er am 16. Oktober 2018 in Heidenheim an der Brenz beim 2:0-Sieg über Irland. In seinem zweiten Länderspiel am 16. November 2018 in Offenbach am Main erzielte er beim 3:0-Sieg über die Niederlande mit dem Treffer zum 2:0 in der 58. Minute sein erstes Tor als Nationalspieler.
Am 23. September 2022 wurde er beim Freundschaftsspiel gegen Chile erstmals in der marokkanischen Fußballnationalmannschaft eingesetzt. Nach Einwechslung in der 76. Minute schoss er zwei Minuten später das Tor zum 2:0-Endstand. Im November 2022 wurde er für die Weltmeisterschaft 2022 in Katar nominiert, bei welcher Marokko als erste afrikanische Mannschaft der WM-Geschichte das Halbfinale erreichte.